# Aufschwung Ost (Computerspiel)
Aufschwung Ost ist ein Computerspiel des deutschen Softwareentwicklers Sunflowers, welches im Jahr 1993 veröffentlicht wurde. Das Spiel ist eine Wirtschaftssimulation und spielt in den 1990er-Jahren während des Aufbau Ost nach der Wiedervereinigung.

## Spielprinzip
Der Spieler schlüpft in die Rolle des Aufbau-Ost-Ministers. Ziel des Spiels ist es, den Osten Deutschlands nach dem Fall der Mauer wirtschaftlich wieder aufzubauen und gleichzeitig die Zufriedenheit der Bevölkerung sicherzustellen. Der Spieler muss dafür in den neuen Bundesländern sowie in den dortigen Städten entsprechende Infrastrukturen aufbauen und unterhalten. Zudem lassen sich die Ein- und Ausgaben der Bundesländer sowie der Städte anpassen. Eine Reihe von unerwarteten Ereignissen, wie etwa Waldbrände oder Störfälle in technischen Anlagen, beeinflussen den Spielverlauf. Dabei muss er stets die Staatsschulden im Blick behalten.

## Rezeption
Das Spiel sei dem amerikanischen SimCity nachempfunden. Die Bilanzen der untergehenden DDR seien authentisch nachgebildet worden. Im Vergleich zum Maxis Klassiker sei die Simulation komplexer. Parteipolitik und Probleme rund um die Treuhandanstalt werden im Spiel außen vor gelassen. Ziel sei es nur das Bruttosozialprodukt zu steigern. Die Steuerung sei übersichtlich und im Handbuch verständlich erklärt. Der Einfluss der Spieleraktionen sei jedoch eher gering. Durch die Brisanz des Themas, Zeitlimits und leerer Staatskassen entstehe Spannung. Die zahlreichen Tabellen und Statistiken seien sinnvoll und übersichtlich gestaltet. Dem Spiel mangele es jedoch an konkreten Spielzielen oder computergesteuerten Rivalen. Die Grafik sei schmucklos und zweckmäßig.